# Иващук, Дмитрий Иванович
Дмитрий Иванович Иващук — советский хозяйственный, государственный и политический деятель.

## Биография
Родился в 1932 году в селе Лысовка. Член КПСС с 1957 года.
С 1955 года — на хозяйственной, общественной и политической работе. В 1955—1991 гг. — инженер МТС, второй, первый секретарь райкома[какого?] комсомола, заведующий отделом, секретарь Григориопольского райкома партии, секретарь парткома производственных управлений, первый секретарь Дубоссарского райкома КП Молдавской ССР, заместитель министра мелиорации и водного хозяйства Молдавской ССР, первый секретарь Слободзейского райкома КП Молдавской ССР, председатель объединения «Молдплодоовощпром», министр плодоовощного хозяйства Молдавской ССР, заведующий сектором отдела ЦК КПСС.
Избирался депутатом Верховного Совета СССР 8-го и 9-го созывов, Верховного Совета Молдавской ССР 10-го созыва.
Умер 4 марта 2012 года.